# Frick (Argòvia)
Frick és un municipi del cantó d'Argòvia (Suïssa), situat al districte de Laufenburg. El 2023 tenia 5.741 habitants.